# Marius Dobra

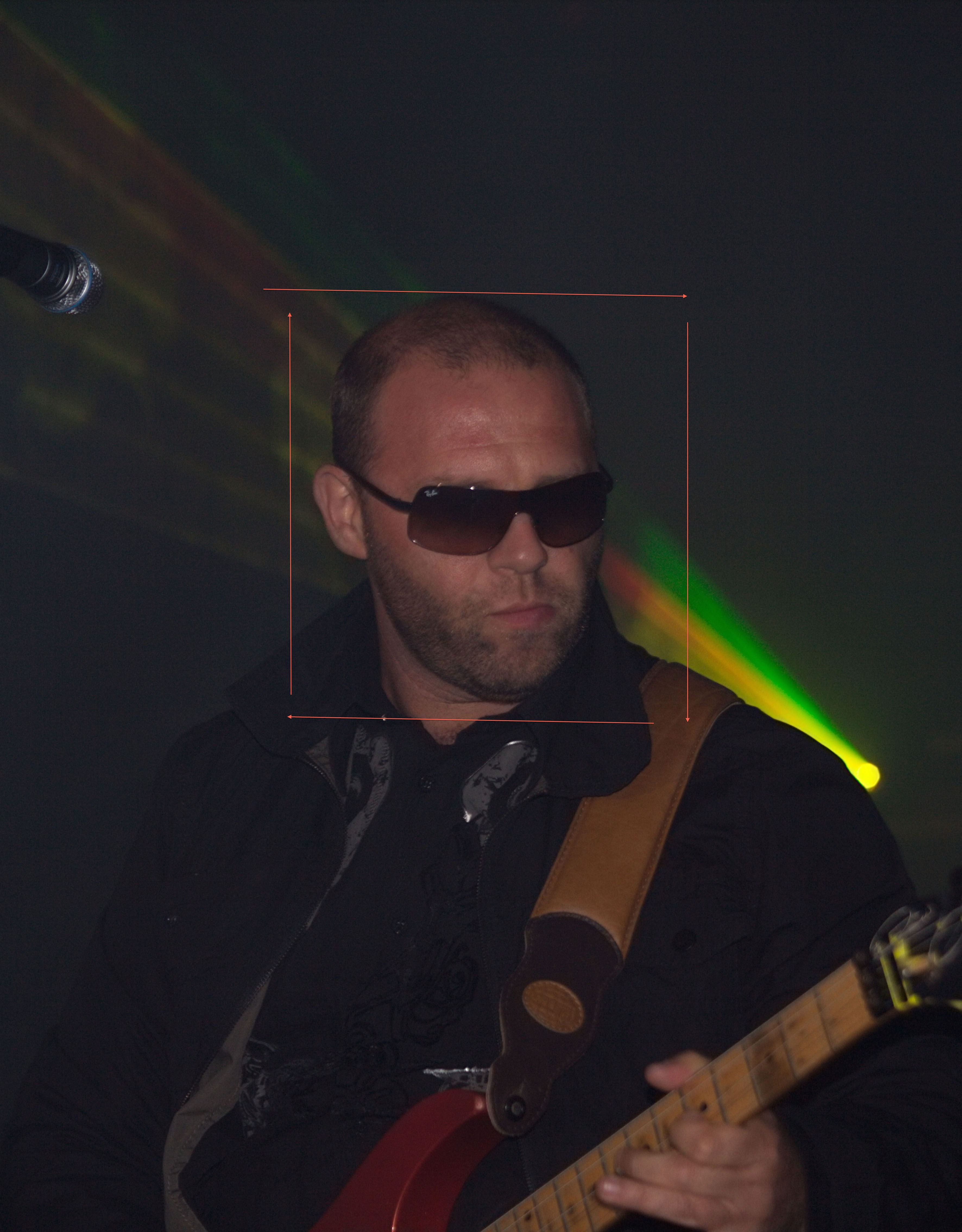
Marius Dobra (2015)

Marius Dobra (* 1. August 1967 in Oradea, Rumänien) ist ein österreichisch-rumänischer Gitarrist und Unternehmer.

## Leben

### Rumänien
In Rumänien war er professioneller Musiker. Mit seinen ersten Gruppen in den Jahren von 1983 bis 1987 – Marathon Group, Inscriptie in timp und Pe cont Propriu – konnte er erste Erfolge feiern. Auf dem „Cenaclul Flacarea“ (ein damals bekanntes Festival in Rumänien) wurde Marius Dobra von Iuliu Merca von Semnal M entdeckt. 1987 nahm dieser ihn mit auf Tour und wurde zu seinem Mentor und Freund. 
Die populäre Rockgruppe RIFF wurde ebenfalls auf Marius Dobra aufmerksam und nahm ihn 1988 in die Band auf. Es folgten lange Tourneen, eine Langspielplatte und weitere Erfolge.

### Österreich
1989 verließ Marius Dobra Rumänien und wanderte nach Österreich aus. Hier machte er weiter Musik mit dem Juvina Sextett. Ihr Lied „Nimm Einen von der Feuerwehr“ landete auf Nummer 1 in der Sendung Plattenkarussell des ORF Burgenland.
Ab dem Jahr 1996 widmete Marius Dobra seine ganze Kraft seinen Firmen, mit denen Gartenmöbel und Holz im Garten produziert und vertrieben werden: Dobra GmbH (Österreich), SC Austrowwod SRL (Rumänien), Transportsolution SRL (Rumänien) und MWD Colection (Hongkong). 2003 schaffte er es auf Platz 23 der 100 erfolgreichsten Jungunternehmer in Österreich. Nach einem Burn-out im Jahr 2009 zog sich Dobra aus dem operativen Geschäft der Firmen zurück und widmete sich wieder der Musik: Diesmal spielte er Blues-Rock unter dem Namen Marius Dobra Band mit teils christlichen Texten.
2015 repräsentierte er Rumänien bei der European Blues Challenge in Brüssel. Darüber hinaus spielte er auf nationalen und internationalen Festivals mit namhaften Künstlern, wie Supermax und José Feliciano. Die meisten seiner Lieder sind Eigenkompositionen oder auf unverwechselbare Art gecoverte, bekannte Bluesrock-Klassiker.

### Privates und Familie
Im Alter von vier Jahren entdeckten die Eltern von Marius Dobra dessen besonderes Interesse für Musik, aber auch sein Geschick fürs Business (so tauschte er mit fünf Jahren geschickt und „gewinnbringend“ mit seinen Freunden Spielzeuge aus. Später als Jugendlicher verkaufte er auch Musikinstrumente). Mit 7 bekam er die erste echte Gitarre und begann mit dem Unterricht. In der Schule trat er bei verschiedenen Veranstaltungen und Wettbewerben auf, wo er meistens auf dem ersten Platz landete.
Nachdem er 1985 in Rumänien maturiert hatte, war er bis 1989 als professioneller Musiker tätig. Danach verließ er Rumänien. Er lebt mit seiner Frau und drei Kindern in Österreich.